# Барантен (Приморская Сена)
Барантен (фр. Barentin ) — город на севере Франции, регион Нормандия, департамент Приморская Сена, округ Руан, центр одноименного кантона. Расположен в 15 км к северу от Руана, в 2 км от автомагистрали А150, на реке Остреберт. В центре города находится железнодорожная станция Барантен линии Париж-Гавр.
Население (2018) — 12 211 человек.

## Достопримечательности
- Виадук Барантен — железнодорожный мост через реку Остреберт. Состоит из 27 арок на высоте 30 м. Построен в 1846 году
- Церковь Святого Мартина, построенная в 1855—1860 гг. в неороманском стиле
- Часовня Святого Элье XVI века
- Здание мэрии начала XX века
- Копия американской Статуи Свободы

## Экономика
Структура занятости населения:
- сельское хозяйство — 0,3 %
- промышленность — 8,8 %
- строительство — 5,3 %
- торговля, транспорт и сфера услуг — 60,0 %
- государственные и муниципальные службы — 25,6 %

Уровень безработицы (2017) — 13,5 % (Франция в целом — 13,4 %, департамент Приморская Сена — 15,3 %). 

Среднегодовой доход на 1 человека, евро (2018) — 20 530 (Франция в целом — 21 730, департамент Приморская Сена — 21 140).

## Демография
Динамика численности населения, чел.

## Администрация
Пост мэра Барантена с 2020 года занимает социалист Кристоф Буйон (Christophe Bouillon), член Совета департамента Приморская Сена от кантона Барантен. На муниципальных выборах 2020 года возглавляемый им левый список был единственным.
| Период | Период | Фамилия       | Партия                                        | Примечания                                                                                       |
| ------ | ------ | ------------- | --------------------------------------------- | ------------------------------------------------------------------------------------------------ |
| 1945   | 1974   | Андре Мари    | Радикальная партия                            | адвокат, депутат Национального собрания Франции, министр юстиции, премьер-министр Франции (1948) |
| 1974   | 1989   | Гастон Сансон | Союз за французскую демократию                | учитель                                                                                          |
| 1989   | 2020   | Мишель Бенто  | Радикальная левая партия Радикальное движение | учитель, член Генерального совета департамента                                                   |
| 2020   |        | Кристоф Буйон | Социалистическая партия                       | член Совета департамента, депутат Национального собрания Франции                                 |

## Города-побратимы
- Петерсфилд, Англия
- Варендорф, Германия
- Кастильоне-делле-Стивьере, Италия

## Галерея

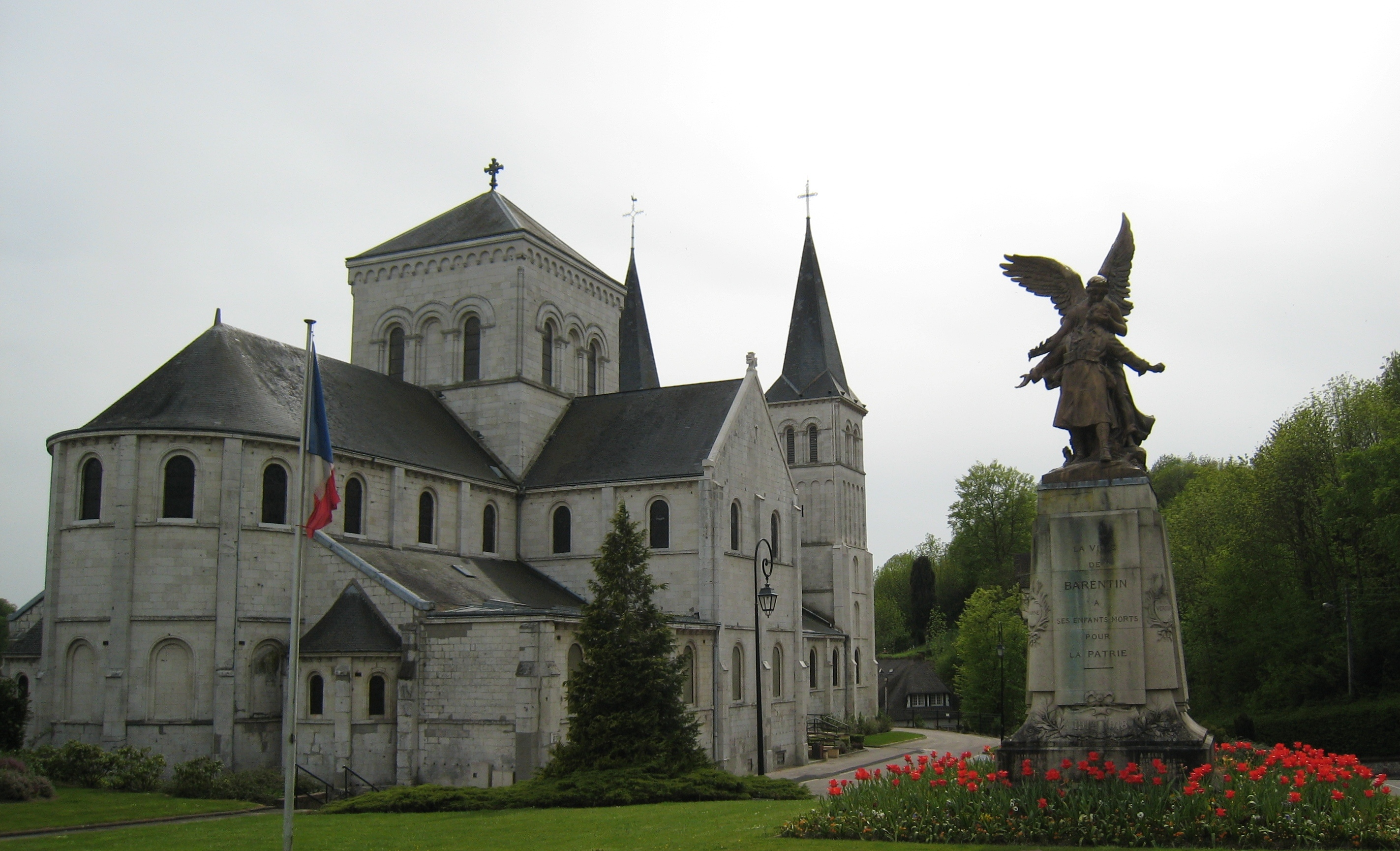
Церковь Святого Мартина
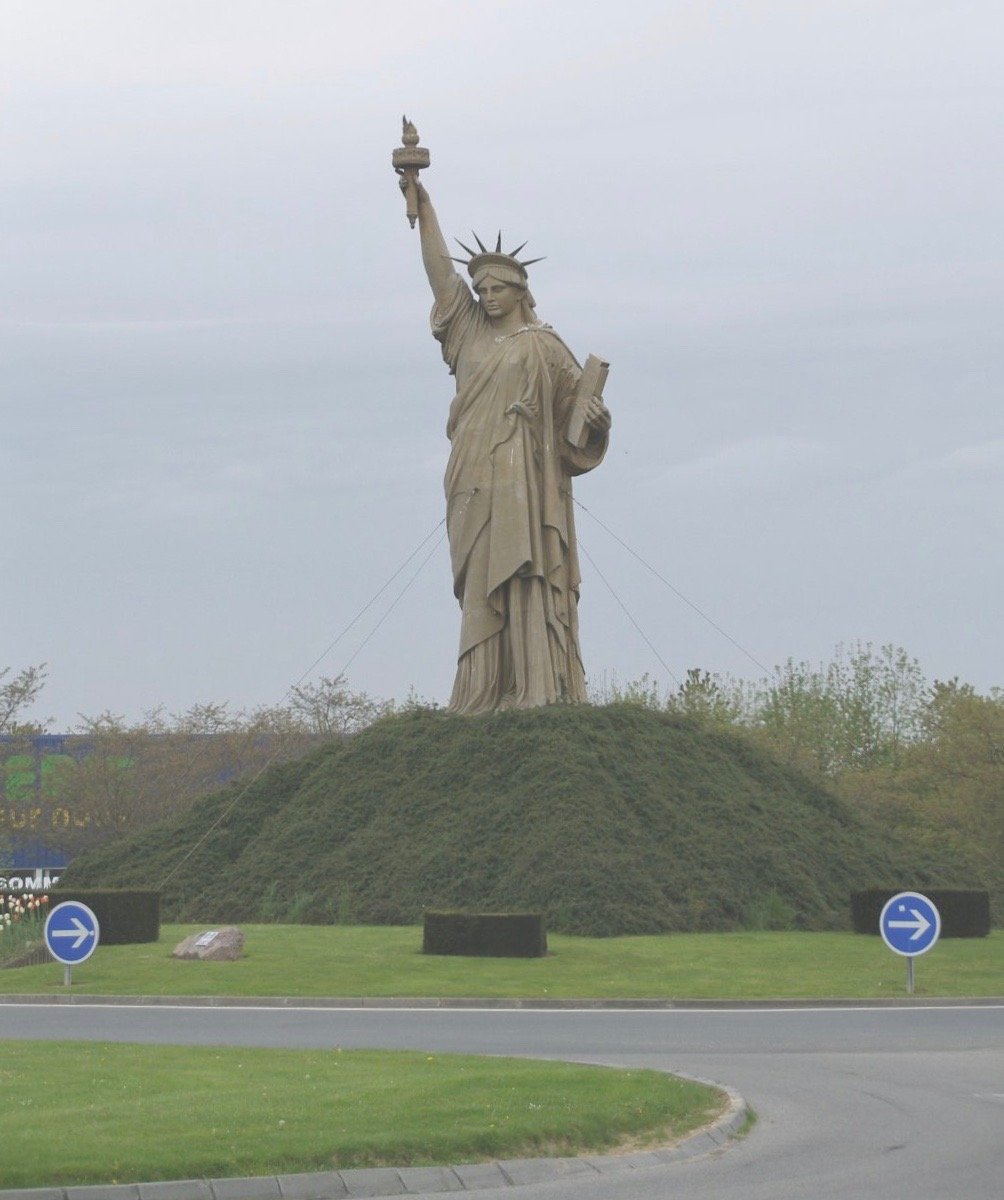
Копия Статуи Свободы